# Sueli Aoki
Sueli de Fátima Aoki (São Paulo 25 de setembro de 1955), que depois adotou o nome artístico de Sueli Aoki, é uma atriz brasileira.
Sua carreira foi mais intensa nas décadas de 1970 e 1980, quando se produziam as pornochanchadas brasileiras.

## Filmografia
- O Fuscão Preto (1982)
- Eros, o Deus do Amor (1981)
- O Matador Sexual (1979)
- Bem Dotado, o Homem de Itu (1978) .... Nice
- Damas do Prazer (1978)
- Os Depravados (1978)
- Fugitivas Insaciáveis (1978)
- O Prisioneiro do Sexo (1978)
- Terapia do Sexo (1978)
- Escola Penal de Meninas Violentadas (1977)
- Pensionato das Vigaristas (1977)